# The 7th Is Made Up of Phantoms
The 7th Is Made Up of Phantoms este episodul 130 al serialului american Zona crepusculară. A fost difuzat inițial pe 6 decembrie 1963 pe CBS. În acest episod, un grup de soldați călătorește înapoi în timp și participă la bătălia de la Little Bighorn.

## Intriga
În prima scenă, acțiunea se desfășoară la 25 iunie 1876 și prezintă un cercetaș al armatei, un sergent și un soldat, care descoperă dovezi că în zonă  sunt indieni. O săgeată îl lovește pe cercetaș în spate, iar soldații încep să tragă cu armele. În următoarea scenă, acțiunea se desfășoară la 25 iunie 1964, la exact 88 de ani după bătălia de la Little Bighorn. Trei soldați din Garda națională⁠(d) a armatei Statelor Unite - Connors, McCluskey și Langsford - stau într-un tanc M3 Stuart și se pregătesc să participe la un exercițiu militar în apropiere de locul în care generalul George Armstrong Custer a fost învins. Conform ordinelor primite, aceștia urmează traseul trupelor lui Custer. Pe parcurs, aceștia sunt martorii unor întâmplări ciudate: strigăte de lupta venit din partea indienilor și prezența cailor agitați fără călăreți. Connors se întreabă dacă nu cumva s-au întors înapoi în timp. Când revin la bază, Connors îi raportează căpitanului Dennet cele întâmplate și este mustrat de acesta.
A doua zi, cei trei revin pe teren și sunt din nou martori ai unor fenomene ciudate. Căpitanul îi contactează prin radio și, auzind explicațiile lui Connors, le ordonă să se întoarcă la bază. Connora pierde legătura, iar căpitanul își trimite locotenentul și alți doi soldați să-i găsească. Totuși, echipajul își abandonează tancul și se deplasează pe jos. Descoperă mai multe corturi⁠(d) indiene și McCluskey pleacă să investigheze tabăra. Când se întoarce la ceilalți doi, o săgeată îi străpunge spatele. Cei trei bărbați urcă pe o culme și sunt martorii bătăliei de la Little Bighorn; fără să stea pe gânduri, aceștia intră în luptă.
Mai târziu, căpitanul Dennet vizitează monumentul național de la Little Bighorn⁠(d) amplasat în locul în care s-a desfășurat bătălia. Locotenentul Woodard, ofițerul trimis să-i găsească pe cei trei soldați, îi raportează că au reușit să găsească tancul, însă nici urmă de echipaj. Mai târziu, atât căpitanul, cât și locotenentul observă numele soldaților dispăruți pe monument alături de numele soldaților din trupele lui Custer. În ultima scenă, căpitanul Dennet menționează: „Mare păcat că nu au luat tancul, le-ar fi fost de mare ajutor în luptă”.

## Distribuție
- Ron Foster - sergentul William Connors
- Randy Boone - Michael McCluskey
- Warren Oates - Richard Langsford
- Greg Morris - locotenent Woodard
- Jeffrey Morris - Finnigan
- Wayne Mallory ca cercetaș
- Robert Bray - căpitanul Dennet
- Lew Brown - sergent
- Jacques Shelton - caporal